# Melchor Ocampo (Zacatecas)
Melchor Ocampo è una municipalità dello stato di Zacatecas, nel Messico centrale, il cui capoluogo è la località omonima.
Conta 2.662 abitanti (2010) e ha una estensione di 1.979,12 km².
Il nome della municipalità ricorda Melchor Ocampo, político del tempo della Riforma.